# Pârâul Luncavița, Dunăre
Pârâul Luncavița (numit la nivelul cursului superior Cetățuia) este un curs de apă din nordul Dobrogei. Se varsă prin Gârla Ciulinețu în Balta Crapina și mai departe în Dunăre.
Pârâul curge în arealul depresiunii Luncavița, are o lungime de 8 km și culege ape atât din Munții Măcin - prin valea Fagilor, cât și din Dealurile Niculițelului – pe valea Glonțului). În amonte de satul Luncavița, alimentează un mic lac de acumulare de 5  ha construit în anul 1975.